# ويلي روزين
ويلي روزين (بالألمانية: Willy Rosen)‏ هو ملحن وكاتب أغاني ألماني، ولد في 18 يوليو 1894 في ماغديبورغ في ألمانيا، وتوفي في 1 أكتوبر 1944 في معسكر أوشفيتز بيركينو ‏ في بولندا.

## وصلات خارجية
- ويلي روزين على موقع IMDb (الإنجليزية)
- ويلي روزين على موقع ميوزك برينز (الإنجليزية)
- ويلي روزين على موقع ديسكوغز (الإنجليزية)